# Steve Ogrizovic
Steve Ogrizovic (en serbe: Огризовић, Ogrizović), né le 12 septembre 1957 à Mansfield (Angleterre), est un footballeur anglais d'origine serbe, qui évoluait au poste de gardien de but à Coventry City.

## Carrière
- 1977 : Chesterfield FC
- 1977-1982 : Liverpool FC
- 1982-1984 : Shrewsbury Town
- 1984-2000 : Coventry City

## Palmarès

### Avec Liverpool
- Vainqueur de la  Ligue des champions de l'UEFA en 1978  et 1981.
- Vainqueur de la  Supercoupe de l'UEFA en 1977.
- Vainqueur du Charity Shield en 1979 et 1980.

### Avec Coventry
- Vainqueur de la Coupe d'Angleterre de football en 1987.